# Somatina wiltshirei
Somatina wiltshirei är en fjärilsart som beskrevs av Louis Beethoven Prout 1938. Somatina wiltshirei ingår i släktet Somatina och familjen mätare. Inga underarter finns listade i Catalogue of Life.